# 比利·夏普
威廉·路易斯·"比利"·沙柏（英語：William Louis "Billy" Sharp，1986年2月5日—）出生於英格蘭，是一名職業足球運動員，司職前鋒，現効力英格蘭足球冠軍聯賽球隊侯城。

## 生平

### 錫菲聯
沙柏初時參加洛達咸的足球學院，於被棄用後轉投家鄉的錫菲聯青訓學院。他於2002年簽署學徒球員合約，雖然在青年隊及預備隊表現出色，卻一直未能打進領隊尼爾·禾諾克（Neil Warnock）的一隊陣容。2004年11月13日沙柏首次代表錫菲聯一隊上陣，於主場1-1賽和，在完場前後補上陣。
2005年1月21日沙柏獲外借到英乙爭取保級的魯斯頓鑽石一個月汲取上陣經驗，在上陣4場及射入1球後，於2月15日獲延長借用一個月，最終在借用三個月期間上陣16場並射入9球，包括完場前射入致勝球以3-2擊敗本地宿敵諾咸頓及4-2擊敗波士頓聯（Boston United）中大演帽子戲法，並協助球隊成功保級。領隊尼爾·禾諾克警告其他球隊不要動沙柏的腦筋。沙柏返回錫菲聯於閉幕戰作客對狼隊，第二次及最後一次為球隊後補上陣。

### 斯肯索普
2005年7月27日英甲升班馬斯肯索普希望借用沙柏被拒，8月4日兩會達成轉會費協議，最初沙柏拒絕離隊，直到8月16日他才答應以10萬英鎊身價正式轉投斯肯索普，簽約三年。沙柏與同齡的安迪·基奧治組成最具攻力的鋒線組合，於11月初兩人已合共射入18球，時任領隊白賴仁·羅斯（Brian Laws）表示無意出售兩人。他迅即成為格蘭福特公園（Glanford Park）球迷的寵兒，雖然在2006年2月觸傷腳踝韧带而缺陣6星期，仍然在加盟首季射入24球。
2006/07年球季沙柏在聯賽射入30球，其中在10月份4場聯賽場場均有入球，合共轟入5球，使他獲選「英甲10月份最佳球員」，最終協助斯肯索普贏得英甲聯賽冠軍，並是球會成立以來首次升班到次級聯賽，亦是英格蘭四個高級聯賽組別中入球最多的一員，並獲選「英甲最佳球員」及「英甲PFA球迷公選足球先生」。他於效力斯肯索普兩季合共上陣95場及射入56球。
由於沙柏及拍檔基奧治表現出色，斯肯索普早於冬季轉會窗已拒絕兩單「大額」收購出價，而只餘一年合約在身的沙柏成為各大球會的爭奪目標，其中包括英超的、及舊東家錫菲聯。建基於他的超強入球能力，可以預見其他球會對他有興趣，於球季結束後多支球隊競逐出價收購。

### 重返錫菲聯
2007年7月4日沙柏重投舊東家錫菲聯，轉會費200萬英鎊，同時（Jonathan Forte）則由錫菲聯加盟斯肯索普，他獲發背號「24」的球衣。2007/08年球季揭幕戰於主場2-2賽和高車士打，是沙柏首場為錫菲聯一隊正選上陣；並於9月在英格蘭聯賽盃第三圈5-0大勝莫克姆取得回歸後首兩個入球，但要一直等到翌年3月，主場2-1擊敗高雲地利才射入首個聯賽入球，取得零的突破後，他於球季結束前再取得3個入球。
沙柏在2008/09年球季有良好開端，於首場主場賽事對昆士柏流浪取得一個完美的帽子戲法，包括以頭頂、左及右腳射球入網；數星期後對高雲地利他再射入1球為球隊扳平1-1，但這成為他本季在聯賽最後一個入球。沙柏在其後舉行的英格蘭足總盃再射入兩球，包括第五圈重賽對侯城有1球進帳，同場他被球證禾頓誤判插水而記名，賽後禾頓為錯誤致歉。錫菲聯在季後升班附加賽決賽負於般尼後展開重組，2009年7月沙柏遭球會掛牌出售。
2009年整個夏季沙柏不斷被傳會轉投唐卡士打或諾士郡，他在轉會窗關閉前獲外借到唐卡士打一個球季。9月26日他在對舊東家斯肯索普時射入加盟後首球；他的入球陸續有來，於12月已累計10個入球，成為唐卡士打球迷的寵兒，整季上陣35場射入15球，於球季結束後唐卡士打正式將沙柏收歸旗下。

### 唐卡士打
2010年7月7日沙柏以破球會轉會費紀錄的115萬英鎊正式加盟唐卡士打。他於開季後第二場聯賽射入正式加盟後的首個入球，在主場1-1賽和布里斯托城於完場前憑十二碼建功。直到10月23日主場2-0擊敗舊東家錫菲聯所入的一球，已累計射入6球，但他在這場賽事拉傷腿筋，需要缺陣6星期。

### 修咸頓
雖然沙柏轉投莱斯特城的交易告吹，但他於2012年1月30日加盟另一支英冠爭取升班的球隊修咸頓，簽約三年半，與舊上司尼祖·艾堅斯再續前緣。
2012年8月31日，英冠球隊诺丁汉森林向修咸頓借用沙柏，為期一個球季。
2013年8月31日，英冠球隊雷丁借用沙柏，至2014年1月，其再一次與時任雷丁領隊尼祖·艾堅斯合作。
2014年1月22日，沙柏以借將身份重返唐卡士打直至球季結朿。

### 列斯聯
2014年8月13日，28歲的沙柏從修咸頓轉投英冠球隊列斯聯，轉會費金額沒有透露，合約為期兩年。

### 錫菲聯
效力一季後，全季入球數量不如人意，轉會至家鄉球會、英甲的錫菲聯，表現出色，入球量出眾，更助球會闊別6年終重返英冠聯賽，繼續衝擊英超之夢。升上英冠後，沙柏表現依舊出色，助球隊一度進佔榜首。2018/19年度球季，錫菲聯取得英冠亞軍，來季升上英超比賽。

## 外部連結
- Soccerway資料庫：比利·夏普
- 足球数据库：比利·沙柏的球员统计数据
- 列斯聯官網簡歷 （页面存档备份，存于）